# Poecilmitis henningi
Poecilmitis henningi là một loài bướm thuộc họ Lycaenidae. Đây là loài đặc hữu của Nam Phi.